# 黒澤美澪奈
黒澤 美澪奈（くろさわ みれな、2001年5月22日 - ）は日本の女優、タレント、元アイドル。放映新社所属。かつてはアミューズに所属していた。さくら学院とCiào Smilesの元メンバー。東京都出身。

## 略歴
2歳から7歳まで愛知県に在住。2009年に「ちゃおガール2009☆オーディション」でスマイル賞を受賞し、子役として芸能界デビュー。
2012年4月2日から2014年3月27日まで『大!天才てれびくん』にてれび戦士として出演。
2015年5月6日にさくら学院に転入（加入）し、クラブ活動（派生ユニット）では帰宅部（sleepiece）として活動した。最高学年の中等部3年となった2016年5月にはMC委員長に就任し、2017年3月の義務教育の終了をもってさくら学院を卒業した。
また、さくら学院での活動と並行して2016年に雑誌『ちゃお』のモデル「ちゃおガール」によって結成されたユニット「Ciào Smiles」に結成メンバーとして参加し、7月7日にCDデビュー、同年末まで活動した。
2017年8月、『ミレニアム桃太郎』にてミレニアム桃太郎役を演じ舞台初主演を果たした。
2018年10月、声優アーティストを目指す「ボイたまプロジェクト」の結成メンバー8名のうちの一人に選ばれ、2019年初頭にネット配信番組で活動した。
2019年3月31日をもってアミューズとのアーティスト契約を終了した。
2021年4月、自身のツイッターアカウントにて大学に進学したことを報告し、同年5月の舞台への出演により芸能活動を再開することを発表した。
2024年5月、自身の23歳の誕生日に放映新社・アンドラフに所属したことを発表。

## 人物
血液型はAB型。
自身の名前「美澪奈」は、当時父がヨーロッパで働いていたため、海外の方も呼びやすいようにイタリア語のミレナリオ（千年祭）から名づけられた。
特技は4歳から習っている水泳で、日本水泳連盟の泳力検定1級を持っている。1時間でも2時間でも泳ぐことができるという。
座右の銘は、「雨が降らないと、虹は見られない」。2012年の小学5年生時点で尊敬している人物は福山雅治。好きな動物はジンベイザメ。
高校2年生の時にイギリス文学が専門の教授の「戯曲を通してセリフの行間を読みとる」ことをテーマにした模擬授業を受けた事をきっかけに、その教授に師事したいと考え大学に進学した。2020年に歌舞伎に興味を持ち、2021年の大学1年生時点で憧れの俳優として15代片岡仁左衛門と5代坂東玉三郎を挙げている。また能や人形浄瑠璃などの日本の古典芸能への興味にも言及している。
2025年3月25日、青山学院大学文学部比較芸術学科を卒業。

## 出演

### 映画
- こちら葛飾区亀有公園前派出所 THE MOVIE〜勝どき橋を封鎖せよ!〜（2011年）

### 劇場アニメ
- 名探偵コナン 業火の向日葵（2015年） - 声の出演[22]

### テレビドラマ
- スピンオフドラマ もうひとつの境遇 第6話「姉妹」（2011年11月30日、ABCテレビ） - 幼少の有美 役

### バラエティ
- 大!天才てれびくん（2012年4月 - 2014年3月、NHK Eテレ） -  てれび戦士
- サンリオキャラクターズ ポンポンジャンプ!（2017年4月 - 2020年3月、BSフジ） - 主題歌歌唱、声の出演[23][24]

### その他のテレビ番組
- Nスタ（2010年3月29日 - 9月24日、TBS） - 「森田さんのとことん天気（シーズン2）」

### CM
- 東急電鉄グループ企業（2009年）
- 東急電鉄（2010年）
- マクドナルド
  - ハッピーセット・ポケットモンスター「ポケモンカレンダー」篇（2011年）
  - ハッピーセット・リルぷりっ「シールでひめチェン」篇（2011年）
- スズキ、パレット「家族の季節・流星」篇（2011年）
- NTTドコモ、「災害用伝言板」（2011年）
- ABCマート、スチール（2011年）
- ちゃお（2012年3月号 - 2015年7月号）
- パイロットインキ、マイコーデ カチューシャ（2015年）

### 舞台
- ミレニアム桃太郎（2017年8月23日 - 27日、東京芸術劇場 シアターウエスト） - ミレニアム桃太郎 役
- Metal Opera 〜ミレニアム桃太郎〜（2018年1月5日 - 8日、東京芸術劇場 シアターイースト）  - ミレニアム桃太郎 役
- 暗くなるまで待って（2019年） - グローリア 役
- ♭FLATTO「春はのけもの」（2021年） - 天然咲良 役
- TWT vol.8「突撃!第九八独立普通科連隊」（2021年） - 児島春 役　※Wキャスト
- ♭FLATTO「夏のばけもの」（2021年） - 夏川まつり 役
- TWT vol.9「Nice Buddy-駆け抜けて激情-」（2021年） - 輿水美鈴 役
- 朗読劇 幽玄朗読舞「SEIMEI〜道成寺伝説より〜」（2022年） - 式神 役
- TWT vol.11「BEN-JO〜資格貧乏便助日誌〜」（2022年）
- おかしな転生〜アップルパイは笑顔とともに〜（2023年） - ペイストリー 役[25]
- TWT vol.12「SANADA XI」（2023年） - 穴山慎之介 役
- ♭FLATTO「じゃ歌うね、誕生日だしウチら」（2023年） - アイ 役
- 100点 un・チョイス!第21回公演舞台「私たち…」（2024年8月31日 - 9月8日、劇場赤坂RED/THEATER） - 鈴木葵 役[26]
- imgReading1「放課後に星はみえるか」（2025年2月21日 - 24日、CBGKシブゲキ!!） - 井手望 役　※Wキャスト
- 殺し屋にくびったけ（2025年3月29日、六行会ホール） - 魚勝が変装したホテルのルームサービス 役　※日替わりゲスト
- 私が初めてスパイだと疑われた日 Ep.08（2025年5月10日、大塚ドリームシアター）

### ネット配信番組
- ボイトレっ！（ストラボ東京、2019年）

### イベント
- 飯田らうら 27th Birthday Event（2025年4月12日、HYPERMIX門前仲町）- 第1部・第2部ゲスト

## 書籍

### 雑誌連載
- 小学四年生（小学館） - モデル
- 小学三年生（小学館） - モデル
- ちゃお（小学館） - モデル